# Lenka Lacinová
Lenka Lacinová (rozená Schellongová; * 1969) je česká psycholožka, vysokoškolská pedagožka, docentka psychologie a vědkyně. V letech 2017–2023 byla jako první žena vedoucí Katedry psychologie na Fakultě sociálních studií Masarykovy univerzity.
Věnuje se výzkumu v oblasti vývojové psychologie v rámci Institutu výzkumu dětí, mládeže a rodiny a vyučuje na Fakultě sociálních studií.

## Kariéra
Nejdříve studovala hudební vědu na Filozofické fakultě Masarykovy univerzity. Po sametové revoluci začala se studiem psychologie, které zakončila v roce 1994. V roce 2001 obhájila disertační práci na téma Matčino pojetí výchovy a temperament dítěte a získala doktorský titul. V roce 2011 byla jmenována docentkou vývojové psychologie.
V letech 2015–2017 byla předsedkyní akademického senátu Fakulty sociálních studií Masarykovy univerzity. A v letech 2017–2023 byla první ženou ve vedení katedry psychologie.
Je spoluautorkou několika knih. Mezi nejnovější patří Cesty do dospělosti: psychologické a sociální charakteristiky dnešních dvacátníků(2016) a Jak to mají mámy. Psychologický výzkum mateřství (2019).
Ve svém výzkumu se věnuje otázkám vazby u dospívajících či batolat, partnerským vztahům, dopadům rodičovských konfliktů na děti a dospívající. Ve spolupráci s Milanem Brázdilem publikovala práci o psychologických souvislostech fenoménu déjà vu.

## Osobní život
Má jednoho syna a je milovnicí koní.